# Five Came Back
 Five Came Back és una pel·lícula estatunidenca dirigida per John Farrow i estrenada el 1939.

## Argument
Dotze persones embarquen a bord d'un avió, el "Silver Queen", amb destinació a Amèrica del Sud. Però l'aeroplà és enxampat en una tempesta i s'estimba en un indret situat a les Andes, on viuen els Shuar, els "reductors de caps". Bill Brooks i el seu copilot Joe intenten reparar l'avió. Henry Spengler, vell professor, s'adona que el territori, sobre el qual han aterrat, és més que perillós. Si alguns personatges s'adapten a la situació, altres revelen la seva verdadera naturalesa...

## Repartiment
- Chester Morris: Bill Brooks
- Lucille Ball: Peggy Nolan
- Wendy Barrie: Alice Melbourne
- John Carradine: Mr. Grimp
- Allen Jenkins: Peter 'Pete'
- Joseph Calleia: Vasquez
- C. Aubrey Smith: Professor Henry Spengler
- Kent Taylor: Joe
- Patric Knowles: Judson Ellis
- Elisabeth Risdon: Martha Spengler
- Casey Johnson: Tommy Mulvaney
- Pedro De Cordoba: l'ambaixador
- Frank Faylen: el fotògraf
- Patrick H. O'Malley Jr.: Michael 'Mike' Mulvaney

## Crítica
Modesta pel·lícula d'aventures, tensa i que t'enganxa, realitzada expertament per John Farrow, un "tot terreny" que en aquell moment estava en plena forma. Disset anys després el mateix guió amb algunes variacions, donant lloc a Back from Eternity amb Anita Ekberg, Robert Ryan y Rod Steiger